# Freiheitsbeschränkung
Eine Freiheitsbeschränkung ist jeder Eingriff in die Freiheit der Person (Art. 2 Abs. 2 Satz 2 Grundgesetz). Sie ist in Deutschland nur aufgrund eines förmlichen Gesetzes zulässig (Art. 104 Abs. 1 Satz 1 GG).
Nach der Abgrenzung des Bundesverfassungsgerichts liegt eine Freiheitsbeschränkung vor, wenn jemand durch die öffentliche Gewalt gegen seinen Willen daran gehindert wird, einen Ort aufzusuchen oder sich dort aufzuhalten, der ihm an sich (tatsächlich und rechtlich) zugänglich ist. Der Tatbestand der Freiheitsentziehung ist die schwerste Form der Freiheitsbeschränkung und kommt nur in Betracht, wenn die – tatsächlich und rechtlich an sich gegebene – körperliche Bewegungsfreiheit nach jeder Richtung hin aufgehoben wird. Die Fortdauer freiheitsentziehender Maßnahmen unterliegt gem. Art. 104 Abs. 2 GG zusätzlich dem Richtervorbehalt.
Die Freiheitsentziehung ist ein Unterfall der Freiheitsbeschränkung. Die Zuordnung ist juristisch sehr umstritten. Die Freiheitsentziehung ergibt sich aus dem Zweck der polizeilichen Maßnahme, der zeitlichen Dauer und dem Festhalten in einem eng umschlossenen Raum. Der verfolgte Zweck der Maßnahme entscheidet dabei, ob es sich um eine Freiheitsbeschränkung oder um eine Freiheitsentziehung handelt.
Beispiele für freiheitsbeschränkende Maßnahmen sind die Vorführung und der Platzverweis. Für Verkehrskontrollen auf Grundlage des § 36 Abs. 5 StVO ist umstritten, ob es sich um Freiheitsbeschränkungen handelt. Dies wird von der überwiegenden Ansicht jedoch verneint. Andernfalls wäre gem. Art. 104 Abs. 1 S. 1 GG zu ihrer Durchführung ein Formelles Gesetz erforderlich, während die StVO eine reine Rechtsverordnung ist.
Freiheitsbeschränkungen können von zuständigen Amtsträgern mit unmittelbarem Zwang durchgesetzt werden. Im Fall des Polizeigewahrsams oder der vorläufigen Festnahme ist der Festgenommene spätestens am Tage nach der Festnahme dem Richter vorzuführen. Gibt es keinen Haftgrund, ist er freizulassen (Art. 104 Abs. 3 Satz 1 GG, § 128 StPO).
Die Anordnung einer Freiheitsbeschränkung bedarf grundsätzlich keiner richterlichen Entscheidung.